# خلق‌آباد (قره‌قالپاقستان)
خلق‌آباد {{ازبکی|Xalqobod) شهرکی در ازبکستان است که در قره‌قالپاقستان واقع شده‌است. خلق‌آباد ۹٬۱۸۶ نفر جمعیت دارد.